# El incidente (serie de televisión)
El incidente es una serie de televisión española producida por Atresmedia en colaboración con Boomerang TV para su emisión en Antena 3. Protagonizada por Marta Etura, Miquel Fernández, Pepa Aniorte, Jordi Coll, Raquel Aragón, Diego Martín, Álex Viciano, Juan Dávila, Bárbara Lennie, Celso Bugallo, Macarena Sanz y Joaquín Notario, se  tenía pensada para ser estrenada en la parrilla de Antena 3 en 2015, más tarde se descartó. Posteriormente, el grupo decidió emitirla en LaSexta aunque, un año más tarde, se anunció su estreno en Antena 3. Finalmente la serie se estrenó el martes 5 de septiembre de 2017 en el prime time de Antena 3.

## Argumento
Un extraño suceso cambiará fulminantemente la vida de los habitantes de un pequeño pueblo aislado del resto del mundo. La vida del pueblo transcurría con total normalidad hasta que una tormenta hará que todo cambie. Al día siguiente del fenómeno, comenzarán a surgir sucesos insólitos que preocuparán a los ciudadanos de este municipio.
La desaparición de animales, el hecho de que enfermos de Alzheimer empiecen a recuperar la memoria o que algunas personas con discapacidad comiencen a caminar, son sólo algunos de los hechos que llevarán a un grupo de personas entre los que destacan Tania (Marta Etura), Abel (Jordi Coll), Ana (Bárbara Lennie), Alicia (Pepa Aniorte) y Pablo (Miquel Fernández) a investigar cuál ha sido el origen de lo que está ocurriendo y qué está poniendo en peligro sus vidas.

## Historia
La serie se grabó en 2014, estaba pensada en un principio para Antena 3, la cadena principal del grupo Atresmedia, tras no encontrar un hueco en la misma, el equipo directivo decidió pasarla a La Sexta. Pasaron dos años sin saber nada de la serie, estando guardada en un cajón, fue cuando la actriz protagonista Marta Etura afirmó: 

"Yo creía que iba a hacer una serie y luego resultó ser otra. No es una cuestión de expectativas, sino de que a mí me vendieron una historia y luego rodamos otra".

 Tras preguntarle sobre el estreno: 

"No sé ni el resultado, porque nunca vi nada, ni qué va a pasar con esa serie. Es un proyecto que se quedó ahí en un cajón".

En verano de 2017 saltaron las alarmas ya que Antena 3 afirmó que la serie se estrenaría en la nueva temporada y en el canal original para la que estaba programada.
La serie se estrenó finalmente el 5 de septiembre de 2017 en Antena 3.

## Reparto
- Marta Etura como Tania
- Pepa Aniorte como Alicia Riquelme
- Bárbara Lennie como Ana
- Miquel Fernández como Pablo
- Joaquín Notario como Pedro Santos
- Alicia Sánchez como Sara
- Ramón Agirre como Agustín
- Diego Martín como Nacho
- Macarena Sanz como María Bejarano García
- Celso Bugallo como Ramón Santos López
- María Garralón como Esther
- Jordi Coll como Abel Santos
- Raquel Aragón como Daniela
- Juan Dávila como Julián Ribero
- Dafnis Balduz como Juanjo
- Manolo Solo como Isidoro
- Santi Prego como Antonio (Capítulo 1)
- Iván Luengo como Hugo
- Álex Viciano como Martina Santos

## Temporadas y episodios
| Temporada | Temporada | Episodios | Estreno                 | Final                | Audiencia media | Audiencia media | Audiencia media |
| Temporada | Temporada | Episodios | Estreno                 | Final                | Espectadores    | Cuota           |                 |
| --------- | --------- | --------- | ----------------------- | -------------------- | --------------- | --------------- | --------------- |
|           | 1 (única) | 5         | 5 de septiembre de 2017 | 9 de octubre de 2017 | 1 732 000       | 12,1%           |                 |

### Temporada única
| N.º (serie) | N.º (temp.) | Título                  | Director(es)                     | Fecha de emisión         | Audiencia         |
| ----------- | ----------- | ----------------------- | -------------------------------- | ------------------------ | ----------------- |
| 1           | 1           | «En el ojo del huracán» | Iñaki Peñafiel                   | 5 de septiembre de 2017  | 2 102 000 (14,9%) |
| 2           | 2           | «Dioses del averno»     | Norberto López Amado             | 12 de septiembre de 2017 | 1 977 000 (13,9%) |
| 3           | 3           | «Agua»                  | Alberto Ruíz Rojo                | 19 de septiembre de 2017 | 1 399 000 (9,3%)  |
| 4           | 4           | «La debilidad»          | Norberto López Amado             | 26 de septiembre de 2017 | 1 657 000 (11,4%) |
| 5           | 5           | «El final de la cuerda» | Iñaki Peñafiel Alberto Ruíz Rojo | 9 de octubre de 2017     | 1 526 000 (11,2%) |